# Campagne (Oise)
Campagne ist eine französische Gemeinde mit 160 Einwohnern (Stand 1. Januar 2022) im Département Oise in der Region Hauts-de-France. Sie gehört zum Kanton Noyon und zum Kommunalverband Pays Noyonnais.

## Geografie
Campagne liegt im Pays Noyonnais am Canal latéral à l’Oise, 98 Kilometer nordöstlich von Paris, 88 Kilometer nordwestlich von Reims, 8 Kilometer nordwestlich von Noyon und 6,6 Kilometer südwestlich vom Kantonshauptort Guiscard, zwischen den Nachbargemeinden Catigny im Südwesten und Frétoy-le-Château im Nordosten.

## Geschichte
Campagne wurde als Campaignes 1084 urkundlich erwähnt. 1793 erhielt Campagne im Zuge der Französischen Revolution (1789–1799) den Status einer Gemeinde und 1801 das Recht auf kommunale Selbstverwaltung. Von 1828 bis 1832 gehörte der Ort jedoch zu Catigny. Die Gemeinde erhielt den Orden Croix de guerre 1914–1918 für Verdienste im Ersten Weltkrieg am 15. Februar 1921.

### Bevölkerungsentwicklung
| 1962 | 1968 | 1975 | 1982 | 1990 | 1999 | 2006 |
| 111  | 125  | 109  | 123  | 120  | 132  | 140  |

## Sehenswürdigkeiten
Die Kirche Saint-Maclou wurde im 19. Jahrhundert erbaut.